# Marainville-sur-Madon
Marainville-sur-Madon – miejscowość i gmina we Francji, w regionie Grand Est, w departamencie Wogezy.
Według danych na rok 1990 gminę zamieszkiwało 76 osób, a gęstość zaludnienia wynosiła 16 osób/km² (wśród 2335 gmin Lotaryngii Marainville-sur-Madon plasuje się na 969. miejscu pod względem liczby ludności, natomiast pod względem powierzchni na miejscu 1033).
W Marainville urodził się Mikołaj Chopin, ojciec Fryderyka Chopina. W 1780 zamek i dobra Marainville zostały nabyte przez Michała Jana Paca, którego intendent Adam Weydlich został przyjacielem François Chopina, ojca Mikołaja. Po śmierci Paca (1787) rodzina Weydlichów wróciła do Polski z Mikołajem.